# Issun-bōshi
Issun-bōshi (一寸法師? "Il ragazzo lungo un sun"; a volte tradotto come "Il ragazzo alto un pollice" o "Il samurai alto un pollice"), noto anche come Issun Kotarō (一寸 子太郎?), è il protagonista di una fiaba giapponese, la quale è presente nell'antico libro illustrato Otogizōshi. I temi e i personaggi trattati sono riscontrabili in molte parti del mondo, ad esempio la figura di Pollicino tipica del folklore europeo.

## Trama
La storia generale è:

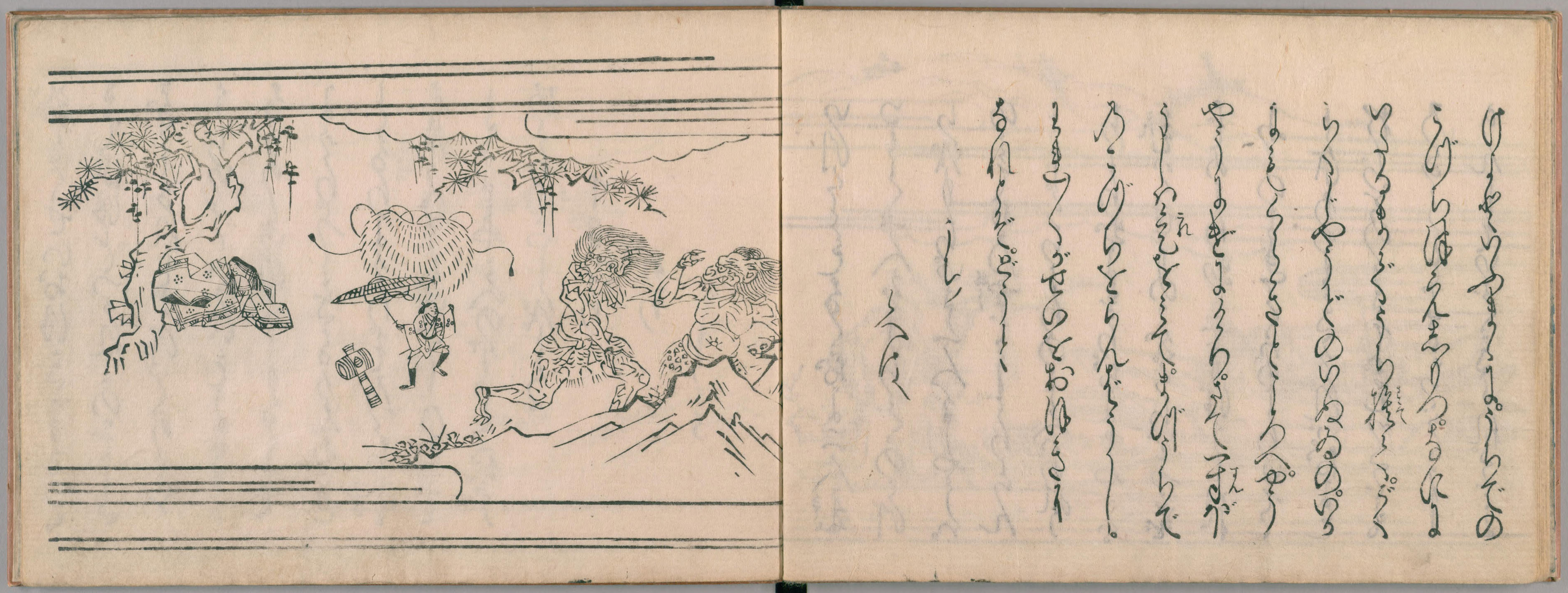
"Issun-bōshi" di Otogizōshi

- Una vecchia coppia senza figli pregò il Sumiyoshi sanjin di essere benedetta ricevendo un bambino e la divinità esaudì il loro desiderio. Tuttavia, il figlio della coppia alla nascita era alto solo un sun (lo cun 寸 è un'unità di misura tradizionale cinese pari a 3,33 cm) e per tutta la vita non crebbe in altezza. Pertanto, il bambino divenne noto come  "Il ragazzo alto un sun" o "Issun-bōshi".
- Un giorno Issun-bōshi disse che voleva andare nella capitale per diventare un guerriero, quindi iniziò il suo viaggio con una scodella come barca, una bacchetta come pagaia e un ago come spada, infilato in un filo di paglia che fungeva da fodero.[1]  Nella capitale trovò impiego nella splendida casa di un daimyō. Accadde che la figlia del padrone di casa fece un viaggio, durante il quale venne rapita da un oni. Issun-bōshi affrontò l'oni per salvare la ragazza, ma il mostro lo inghiottì. Allora, Issun-bōshi usò l'ago per colpire dall'interno la pancia dell'oni, che si arrese a causa del dolore, risputando fuori Issun-bōshi prima di fuggire sulle montagne.
- Issun-bōshi raccolse un martello magico, che l'oni aveva lasciato cadere, e lo usò per raggiungere un'altezza pari a sei shaku (circa 182 cm), in modo da poter sposare la ragazza che aveva salvato. In seguito, Issun-bōshi usò il martello per evocare cibo, tesori e ogni genere di oggetto, facendo prosperare la sua famiglia per generazioni.

Tuttavia, la versione della storia presente nell'Otogizōshi contiene alcune differenze:
- La vecchia coppia era turbata dal fatto che Issun-bōshi non cresceva, pensando che fosse una specie di mostro. Così, Issun-bōshi decise di lasciare la loro casa.
- Il luogo in cui Issun-bōshi viveva nella capitale era la casa di un Sangi.
- Issun-bōshi si innamorò a prima vista della figlia del Sangi e volle sposarla. Tuttavia, era cosciente del fatto che con un corpo così piccolo lei non avrebbe mai accettato di sposarlo, così il ragazzo escogitò un piano: portò alcuni chicchi di riso offerti all'altare di famiglia e li mise in bocca alla ragazza, quindi prese una bustina di tè vuota e fece finta di piangere. Quando il Sangi lo vide, Issun-bōshi mentì, dicendo che la ragazza aveva rubato del riso dalle offerte e lo aveva nascosto. Il Sangi, credendo a Issun-bōshi, tentò di uccidere sua figlia, ma il protagonista gli propose un compromesso, offrendosi di lasciare la casa insieme alla figlia.
- La barca su cui salirono venne spinta dal vento verso un'isola misteriosa. Lì incontrarono un oni, che inghiottì Issun-bōshi intero. Tuttavia, Issun-Boshi, approfittando del suo piccolo corpo, uscì dal corpo dell'oni attraverso il suo occhio. Ciò si verificò più volte fino a che l'oni, frustrato dal non essere riuscito a sconfiggere il ragazzo, si ritirò, lasciando dietro di sé il martello magico.
- Le voci riguardo all'impresa compiuta da Issun-bōshi si diffusero in tutta il paese e l'Imperatore decise di convocarlo a palazzo, dove gli conferì la carica di Chūnagon.

Una versione in cui Issun-bōshi, sposa strategicamente sposata la figlia di una ricca famiglia, trova riscontro nello Shinkoku Gudo Zuihitsu, risalente al periodo Edo. Altri documenti registrano storie simili:
- Il compito per cui Issun-bōshi fu assunto era quello di occuparsi della ragazza. Un'altra teoria è che mettere il cibo di un pretendente nella propria bocca fosse un modo accettare una proposta di matrimonio.[2]
- Il ragazzo usò il martello magico per diventare un uomo più alto e sposò la ragazza. In alcune versioni manca il tema della strategia o del piano di sposare la ragazza.
- Alcune contengono solo la parte dello scontro con l'oni, senza includere il tema della strategia o della crescita miracolosa.

Differenze nella storia si riscontrano anche a seconda della regione in cui viene raccontato.

## Interpretazione
Non è noto quando nacque la fiaba moderna, ma generalmente si ritiene che esistesse prima della fine del periodo Muromachi. Si pensa che il tema del "bambino minuscolo" abbia avuto origine da Sukuna-hikona (che significa "piccola divinità della terra": suku vuol dire "piccolo", na "la terra", hiko è "dio") della mitologia giapponese.
Sukuna-hikona funge da medium per il Dōjō Hōshi del Nihon ryōiki e Sugawara no Michizane del Tenjin Engi (天神 縁 起) ed è collegato al Kootoko no Sōshi (小 男 の 草 子, "Il libro sul piccolo uomo") del Medioevo e Otogizōshi dell'Età moderna.
È possibile osservare come la divinità creatrice shintoista Sukuna-hikona sia apparsa vicino all'acqua e che anche il protagonista dell'antica fiaba Chiisa-ko ("il bambino minuscolo") sia in qualche modo legato al mondo dell'acqua e al culto in una divinità dell'acqua. Per una coppia di anziani non avere figli era un'anomalia all'interno di una comunità e darli alla luce in maniera straordinaria, ad esempio attraverso la preghiera a un dio o partorendo una chiocciola di fiume da uno stinco, come si riscontra nel racconto Tanishi Chōja, è il normale svolgimento di racconti su eroi e semidei.
Quando la fiaba dell'Issun-bōshi contenuta nell'Otogizōshi divenne famosa, i vari racconti popolari e le leggende sulle persone persone minuscole presero a essere chiamate anch'esse "Issun-bōshi".
Durante il periodo Edo, l'appellativo "Issun-bōshi" era usato come termine peggiorativo contro le persone di bassa statura, e nei libri kyōka sugli yōkai come il Kyōka Hyakki Yakyō (狂歌 百 鬼 夜 狂) e il Kyōka Hyaku Monogatari, Issun-bōshi venne descritto come uno yōkai.
Secondo la tradizione popolare, il villaggio di Naniwa (國難 波) nella provincia di Tsu, paese natale di Issun-bōshi, si troverebbe nei pressi delle attuali Nanba (難 波) e Mittera (三 津 寺). Infatti, nell'Otogizōshi il protagonista afferma: 
(suminareshi Nanba no ura wo tachiidete miyako egli isogu wa ga kokoro ka na)»
Pertanto, questa "sponda di Nanba" che era il punto di partenza per dirigersi verso la capitale su una ciotola si dice oggi essere il canale del fiume Dōtonbori.

### Folklore
Proprio come Ōkuninushi no Mikoto (o Ōnamuchi, che significa "grande terra": Ō significa "grande", na significa "la terra", e muchi è un titolo onorifico) ha collaborato con Sukuna-hikona per completare la creazione il mondo, spesso succede che la persona minuscola e il gigante appaiano come una coppia nella quale ciascuno dei due sarebbe in possesso di uno solo dei caratteri tipici dell'eroe: potere e conoscenza.
Il gigante mancherebbe di conoscenza e quindi sarebbe destinato al fallimento, riducendosi a essere un oni o uno zimbello, d'altra parte, la persona minuscola farebbe uso dell'astuzia e di conseguenza diventerebbe un adulto pienamente formato, pronto a tornare a casa e a ottenere un lieto fine. Naturalmente, la persona minuscola, che diventa l'allegoria dell'infante, è per sua natura innocente e priva di cattive intenzioni.
Nel Tawara Yakushi, una fiaba ha per protagonista un ragazzo malvagio e astuto, che non mostra neanche un po' del senso di giustizia tipico dell'archetipo dell'eroe, appare come il personaggio principale di questa storia, e in essa trionfa e uccide il suo ricco datore di lavoro usando un metodo simile a quello di Issun-bōshi, ma con intento maligno. Il ragazzo mente e inganna il suo padrone una volta dopo l'altra fino a quando non spinge il padrone da un argine, uccidendolo e, successivamente, costringendo la moglie del padrone a sposarlo. La storia si chiude con una frase in tono comico, pieno di parodia e umorismo nero:
La fiaba del ragazzo malvagio, che ottiene ricchezza e una sposa per mezzo di bugie e omicidi è fondamentalmente il rovescio dei caratteri di Issun-bōshi, il quale ottiene il tesoro dell'oni e la propria sposa attraverso saggezza e astuzia, rivelandosi come discendente della già citata divinità "Chiisa-ko".
La crudeltà del ragazzo nel Tawara Yakushi colpisce persone innocenti. Infatti, esso si spingerebbe al punto di ingannare e trarre vantaggio dai deboli, come nel caso di un cieco o un mendicante ipovedente, in modo da attribuirgli la colpa delle proprie malefatte, lasciando che venga condannato a morte al posto suo.
Quest'ultimo tratto macabro del racconto rivela un lato oscuro del tipico villaggio rurale, dove la morte può essere considerata una forma di risarcimento per i danni causati dal presunto colpevole. Mentre la storia prende ironicamente in giro lo stereotipo dell'eroe, mostrando un uso malvagio della saggezza, essa mostra come l'astuzia abbia una capacità distruttiva in grado di sovvertire l'ordine della società complessa tipica del villaggio rurale. Infatti, l'intento della storia è affermare che la saggezza e l'astuzia abbiano un grande potere, che se usato male può diventare pericoloso, rendendo insignificanti la giustizia e la purezza e sovvertendo la stabilità e dell'ordinamento della società. Inomata Tokiwa, docente al Kyoritsu Women's Junior College, analizza questo fatto affermando che anche nel racconto della divinità creatrice del Giappone Sukuna-hikona, si attribuisce al protagonista l'invenzione della tecnologia chimica, con la quale riusciva a creare droghe (inteso anche come medicine) e alcool. Pertanto, lo studioso conclude asserendo che la "saggezza" di per sé non può essere una rappresentazione dell'ordine sociale.

### Racconti simili
La lista delle storie in cui "Chiisa-ko" recita un ruolo include, tra gli altri, Issun-bōshi, Issun Kotarō, il Suneko Tanpoko, Gobu Tarō (o Gobu Jirō) ("Gobu" significa letteralmente "cinque bu", ma è anche un termine generale per le cose piccole), Sanmontake ("mon" indica un contatore di monete, quindi significa "alto come una pila di tre monete"), Katamutsuri (che significa" lumaca"), Tanishi (che significa "lumaca di stagno"), Kaeru (che significa "rana"), l'Akuto Tarō ("akuto" significa "tallone"), Yubi Tarō ("yubi", che significa "dito", riferendosi al luogo di nascita), Shikotanpako ("shiko" significa "stinco", riferendosi al luogo di nascita), Mamesuke, Mameichi (questi ultimi due fanno riferimento al pollice), il Kijimuna, il Kenmun e il Koropokkurukamui del popolo Ainu. Sono correlate a questa tematica anche le storie che hanno per protagonisti nati anormalmente piccoli come Momotarō, Kaguya-hime e Uriko-hime e l'Amanojaku. Le molte variazioni tra una storia e l'altra includono la presenza dello scontro con l'oni, il piano per sposarsi e l'uso di uno strumento magico. Le storie che iniziano con la nascita dal dito, dallo stinco, da una donna anziana o da un piccolo animale e si sviluppano attraverso un piano per convincere qualcuno a concordare un matrimonio è antica, ma risulta più recente della storia di Issun-bōshi nell'Otogizōshi. Uno dei risultati della sua diffusione è stato il favorire la propagazione degli antichi racconti nelle regioni di Chūgoku e Shikoku.

## Racconti della buonanotte
- Nel periodo Meiji fu pubblicato il libro per bambini Nihon Mukashibanashi (日本 昔 噺, "Antiche fiabe del Giappone") di Iwaya Sazanami, la cui prima edizione risale al 1896 e fino al 1907 fu ristampato in più di 20 edizioni, che rimase popolare fino alla fine del periodo Taishō. La raccolta ha all'interno di uno dei suoi 24 volumi la storia di Issun-bōshi del tipo sazanami, che si è affermata a livello popolare sulle altre. Essa ha un protagonista privo di qualsiasi tratto malvagio originale, trasformando Issun-bōshi in un personaggio perlopiù adorabile.[6]
- Tra i libri illustrati, il libro Issun Bōshi, scritto da Ishii Momoko e illustrato da Akino Fuku, pubblicato nel 1965 da Fukuinkan Shoten, Fukuinkan Shoten è particolarmente degno di nota.[6]
- Pollicino raccontato da Charles Perrault fu pubblicato per la prima volta in Giappone nel 1896 sulla rivista Shōkokumin con il titolo Shōsetsu Issun Bōshi ("Issun Bōshi romanzato").[7]

## Canzoni
- Nel 1905 Jinjō Shōgaku Shōka ("Le canzoni popolari per gli studenti delle elementari") includeva un brano intitolato "Issun Bōshi" di Iwaya Sazanami, il quale gode di grande popolarità tra i bambini ancora oggi.[6]

## Altre versioni
Esistono molte versioni della storia Issun-bōshi, ma ce ne sono alcune che sembrano aver intrapreso una strada completamente diversa, mantenendo i loro tratti caratteristici anche a seguito delle successive rivisitazioni. Queste versioni peculiari includono la storia di Mamesuke, la versione per adulti di Issun-boshi e la versione modernizzata, che oggi gode di grande popolarità in tutto il mondo.

### Mamesuke
La versione Mamesuke di Issun-bōshi è molto simile all'originale, fatta eccezione per alcuni fattori chiave. Invece di essere nato dal grembo, Issun-bōshi è nato dal rigonfiamento del pollice di sua madre, inoltre, viene battezzato Mamesuke, che significa "ragazzo fagiolo", nonostante il titolo rimanga Issun-bōshi. Anche Mamesuke decide di andar via di casa, ma invece di essere armato con un ago da cucito, una ciotola e delle bacchette, tutto ciò che possiede è un sacchetto di farina. Alla fine arriva in casa di un mercante di vino molto ricco che ha tre figlie. Mamesuke desidera sposare la figlia di mezzo, quindi inizia a lavorare per il mercante e vive lì. Una notte, Mamesuke prende la farina che ha e la strofina sulla bocca della figlia, quindi getta il resto nel fiume. Al mattino, fa finta di piangere perché la sua farina è sparita, quindi la famiglia indaga per capire dove sia finita, accorgendosi della farina sulla bocca della figlia di mezzo. La ragazza respinge ogni accusa, ma la famiglia la consegna come risarcimento a Mamesuke. Così, il protagonista si mette in cammino con la ragazza per tornare a casa dai suoi genitori, ma lungo la strada la sposa è così arrabbiata per l'inganno che cerca di trovare il modo di ucciderlo, ma non riesce nel suo intento. Quando Mamesuke torna a casa, i suoi genitori sono così contenti della nuora che preparano al figlio un bagno caldo e Mamesuke chiede alla sua sposa di aiutarlo a lavarsi. La ragazza, invece, entra con una scopa che usa per agitare l'acqua nel tentativo di affogarlo. A questo punto, il corpo di Mamesuke si spalanca all'improvviso, lasciando uscì un uomo di grandezza normale. La sposa e i genitori rimangono sorpresi ed estremamente felici, così Mamesuke, i suoi genitori e la sua sposa vissero felici e contenti.

### La storia d'amore di Issun-bōshi
In altri media, Issun-bōshi appare sotto forma di Issun, una specie di personaggio pervertito. Questa rappresentazione si riferisce alla versione adulta di Issun-bōshi, nota anche come "La storia d'amore di Issun-bōshi". L'inizio della storia è essenzialmente lo stesso fino a quando Issun-bōshi non raggiunge la capitale. Quando giunge alla dimora di un ricco signore, Issun-bōshi lo convince che può fare qualsiasi cosa e che dovrebbe lasciarlo lavorare per lui. Il signore gli chiede di danzare per lui ed è così divertito dalla danza di Issun-bōshi, che decide di renderlo un compagno di giochi per sua figlia. Per un po', Issun-bōshi si limita ad ascoltare la ragazza parlare durante il giorno, per poi raccontarle delle storie per farla addormentare la notte. Infine, Issun-bōshi e la ragazza s'innamorarono. Un giorno la ragazza decide di andare in un tempio per andare a pregare e porta con sé Issun-bōshi. Lungo la strada, i due sono attaccati dagli orchi e Issun-bōshi salva la ragazza grazie al maglio magico, che viene usato anche per rendere Issun-bōshi di dimensioni normali. I due innamorati pensavano di vivere felici e contenti, ma la coppia ha dei terribili litigi, soprattutto perché Issun-bōshi non gradiva più la sposa come una volta. In un impeto di rabbia, Issun-bōshi usa il maglio magico per ridurre la sposa, che a sua volta gli strappa il maglio di mano e lo usa per restringerlo. Così, andarono avanti a restringersi l'un l'altro al punto che tutto ciò che rimaneva era il maglio magico.

### Issun-bōshi modernizzato
La versione modernizzata di Issun-bōshi è molto simile all'originale, tranne che ci sono diversi eventi che la rendono più universalmente accettabile. Invece di mettersi in proprio, i genitori di Issun-bōshi lo mandano a conoscere il mondo da solo. Viaggia ancora nella capitale e finisce nella casa di un ricco signore, ma sua figlia, invece di trovarlo estremamente sgradevole, si innamorò immediatamente di lui e anche gli altri residenti della casa del signore si affezionarono a lui. Issun-bōshi e la ragazza vengono ancora attaccati dagli orchi, che anche questa volta vengono sconfitti grazie all'ottenimento del maglio fortunato, che viene utilizzato anche per renderlo di dimensioni normali. Così, diventa bel giovane samurai, ma non viene mai chiarito da dove venisse Issun-bōshi. Questo finale aperto è concepito in modo che il pubblico possa fare le proprie ipotesi su ciò che è accaduto a Issun-bōshi.

## Temi
La storia di Issun-bōshi segue tre temi comuni che compaiono in quasi tutte le fiabe popolari giapponesi. Il primo tema è che coloro che sono devoti e pregano spesso sono benedetti dagli dei con un bambino. I genitori di Issun-bōshi pregavano ogni giorno finché non ebbero un bambino. Questo tema appare anche nel racconto popolare giapponese Momotarō. Il secondo tema è che i successi di questi bambini sono così straordinari da raggiungere quasi tutti i traguardi che il pubblico desidera che raggiungano. Issun-bōshi ottiene l'amore della sua vita, raggiunge dimensioni normali e diventa un noto samurai. Il terzo tema è che detto figlio cresce per ottenere un buon matrimonio e portare un cognome speciale. Nella maggior parte delle versioni, Issun-bōshi sposa la figlia di un qualche tipo di funzionario e diventa un samurai molto famoso.

## Differenze religiose
In ciascuna delle diverse rivisitazioni di Issun-bōshi, sono menzionati diversi dei e dee, a seconda delle variazioni religiose locali all'epoca in cui fu redatto il racconto. Nelle versioni più recenti di Issun-bōshi, la ragazza che ha in custodia va a pregare la dea Kannon, una dea di origini buddiste. Il buddismo ebbe origine in India, ma si diffuse in tutta l'Asia sino a raggiungere il Giappone proprio nel periodo in cui Issun-bōshi divenne popolare, il che potrebbe potenzialmente spiegare la presenza della mitologia buddista in queste versioni del racconto. In Giappone, la dea Kannon è conosciuta come protettrice dell'educazione dei bambini e della misericordia. Nella versione modernizzata di Issun-bōshi, i suoi genitori vanno a pregare per quello che chiamano Sumiyoshi sanjin, che nel mondo reale è il nome di un tempio di Osaka, in Giappone. Questo tempio è aperto al culto shintoista, quindi la storia di Issun-bōshi contiene al suo interno elementi sincretici, incarnando in sé diversi aspetti di molteplici religioni.